# Пироли, Томмазо
Томмазо Пироли (итал. Тommaso Piroli; 1752, Рим —1824, Рим) — итальянский гравёр и издатель.

## Биография
Томмазо Пироли, разносторонний художник, учился рисунку в римской мастерской своего отца, серебряных дел мастера. Он также освоил лепку из глины, а во время пребывания во Флоренции занимался гравюрой резцом на меди, что впоследствии стало его основным занятием. Его первая известная гравюра находится в коллекции рисунков, принадлежащей художнику Гверчино.
Пироли стал другом Джованни Баттисты Пиранези, а также установил братские отношения с его сыном Франческо. В 1783 году он гравировал вид площади Святого Петра в Ватикане. Во время Римской республики он награвировал два изображения праздников: «Машину» (Macchiana), воздвигнутую на Форуме в честь праздника Возрождения (1799) и «Благодарное Отечество» (La patria gratinte) — саркофаг, воздвигнутый в память о патриотах, погибших при защите республики.
Пироли также работал во Франции, в Париже. Поездки в Помпеи и Геркуланум стали основанием для важной работы — сборника гравюр «Древности Геркуланума» (Antiquités d’Herculanum), опубликованного в Париже братьями Пиранези и состоящего из шести томов, разделённых по характеру археологических артефактов. К своей основной деятельности гравёра Томмазо Пироли добавил деятельность книготорговца и издателя.
Пироли гравировал портрет Эммы Гамильтон, по живописному оригиналу Фридриха Реберга (1794), и портрет Ангелики Кауфман.
Наибольшую известность получили сделанные им в Риме гравюры по рисункам английского художника Джона Флаксмана — иллюстрации к произведениям Эсхила, Гомера и Данте Алигьери в линеарной манере «очерком». Такую манеру — открытие Флаксмана — относили в то время к модному стилю «неогрек», или «этрусскому». Сам автор объяснял, что его вдохновили на эти рисунки расписные древнегреческие и италийские вазы. Флаксман создал сто одиннадцать иллюстраций к «Божественной комедии» Данте, они произвели большое впечатление на художников и коллекционеров и широко использовались в качестве академического пособия для студентов-художников XIX века.
Значительное количество гравюр Томмазо Пироли находится в коллекции Британского музея в Лондоне и Национального музея Швеции в Стокгольме.

## Галерея
- Я увидел точку, которая сияла. Иллюстрация к «Божественной комедии» Данте. 1793. Гравюра резцом на меди по рисунку Дж. Флаксмана
- Марс, Ирида и Венера. Иллюстрация к «Илиаде» Гомера. 1795. Гравюра резцом на меди по рисунку Дж. Флаксмана
- Силен, борющийся с Гермафродитом. По античной фреске из Геркуланума. Офорт серии «Древности Геркуланума». Том. 1. 1804
- Смерть Приама. 1794—1795. Раскрашенный акварелью офорт по картине Винченцо Камуччини
- Рождество. 1796. Акватинта